# Пономарьов Олександр Семенович
Олександр Семенович Пономарьов (23 квітня 1918, село Корсунь — 7 червня 1973, Москва) — український радянський футболіст і  футбольний тренер. Заслужений майстер спорту СРСР з футболу — 1946 рік. Старший тренер: «Шахтар» (Сталіно), «Авангард» (Харків), «Торпедо»(Москва) та збірної СРСР. Заслужений тренер СРСР — 1964 рік.

## Клубна кар'єра

### Ранні роки

#### «Динамо» (Горлівка)
Вихованець горлівського футболу. Розпочав виступати в 1933 році на любительскому рівні в одній з виробничих команд Донецької області. 

#### «Шахтар»
З весни розпочав свої виступи на професійному рівні, у головній команді області — сталінському «Шахтарі». Провів одну гру в складі команди. 

### Переходи протягом 1936—1941 років
Несподівано опинився в сталінградському «Тракторі». Потім на короткий час був харківський «Спартак», знову «Трактор». Забив у «Тракторі» понад 50 голів. 1941 року були реорганізовані профспілкові команди, Пономарьов був направлений до московського клубу «Профспілки-1». Зіграв за цей клуб 9 матчів чемпіонату СРСР і виникла пауза на кілька років через початок Німецько-радянської війни.

### «Торпедо»
У 1944 було поновлено змагання у Кубку СРСР, в якому Пономарьов вже виступає в складі московського «Торпедо». В автозаводській команді він зіграв сім років і був у її складі капітаном та головним атакуючим наконечником. За цей період у її складі забив, понад 100 голів в різних змаганнях. 

### Повернення в «Шахтар»
У 1951 році повернувся до рідного сталінського «Шахтаря», де провів останні два сезони в чемпіонатах СРСР та допоміг здобути гірникам перші медалі чемпіонату. У 1953 році вирішив повісити бутси на цвях.

## Стиль гри
Ігрова характеристика: Фізично міцний, сміливий, завжди спрямований на ворота суперників. Володів різким, швидкісним ривком та могутніми ударами з обох ніг.

## Досягнення
Гравець
- Бронзовий призер чемпіонату СРСР: 1945, 1951
- Володар Кубка СРСР: 1949
- Найкращий бомбардир чемпіонату СРСР: 1946
- Третій бомбардир московського «Торпедо» в чемпіонатах СРСР: 83 голи.
- Член Клубу бомбардирів Олега Блохіна — 175 голів
- Член Клубу бомбардирів Григорія Федотова — 168 голів

Тренер
- Бронзовий олімпійський призер: 1972
- Віце-чемпіон Європи: 1972

## Статистика виступів
Навесні 2018 року на офіційному сайті Української Прем’єр-Ліги був опублікований матеріал із реєстром забитих м’ячів Олександра Пономарьова. Як зазначено у статті, визначальним при укладанні таблиці був орієнтир на дані, які можна документально підтвердити: йдеться про протоколи матчів і газетні звіти. Спогади ветеранів та очевидців не враховувалися.
Усі підтверджені документально забиті м’ячі Олександра Пономарьова в офіційних турнірах найвищого рангу